# Drysdallite
La drysdallite è un minerale appartenente al gruppo della molibdenite.